# Różana (obwód brzeski)
Różana (biał. Pужаны) – osiedle typu miejskiego na Białorusi, w obwodzie brzeskim, w rejonie prużańskim.
Miasto magnackie położone było w końcu XVIII wieku w hrabstwie różańskim w powiecie słonimskim województwa nowogródzkiego.
Do 1945 miasto w Polsce, w województwie poleskim, w powiecie iwacewickim, siedziba gminy Różana.
Gniazdo rodowe linii różańskiej rodu Sapiehów.

## Historia

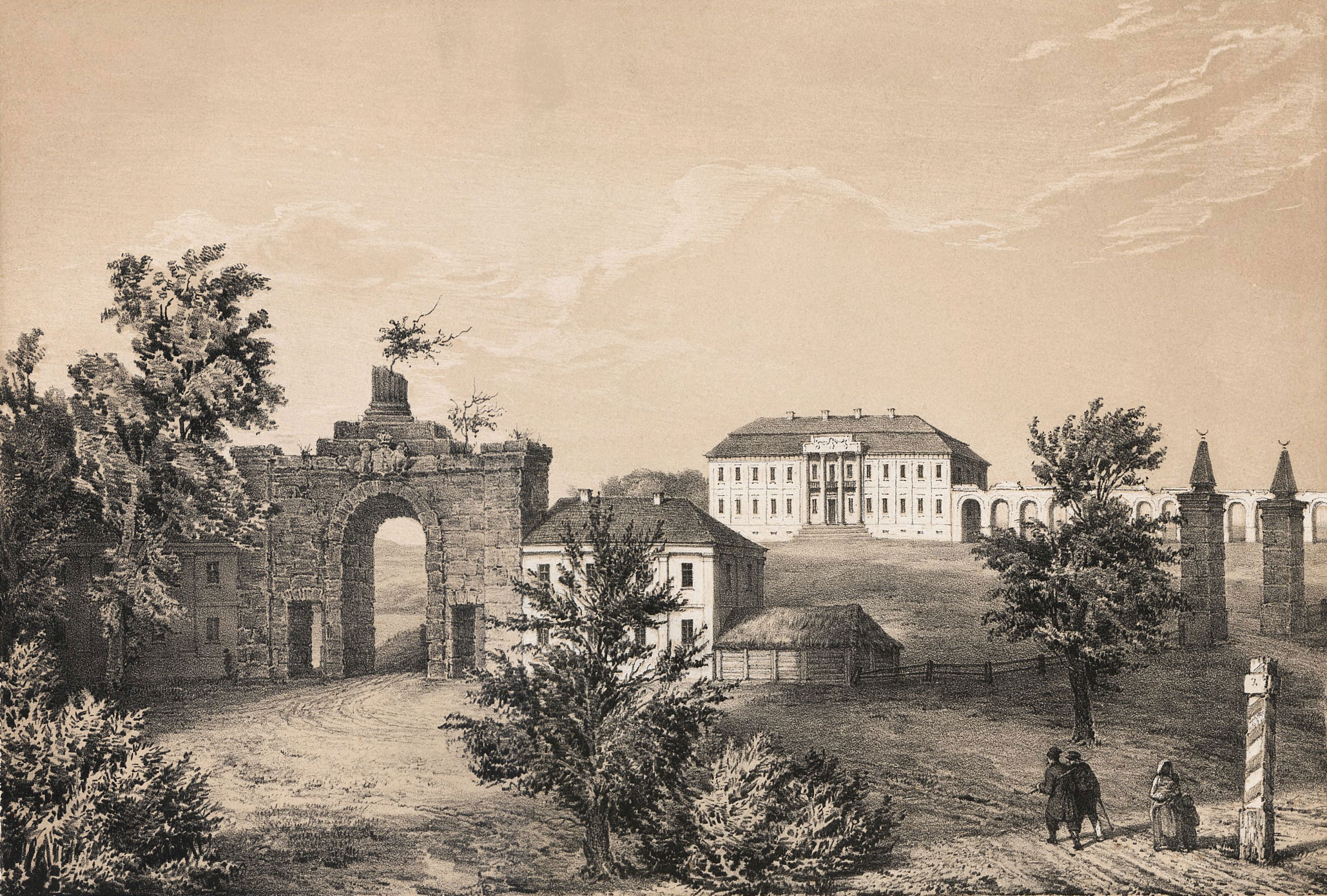
Pałac Sapiehów w XIX w. (N. Orda)

Kupiona w 1598 przez Lwa Sapiehę od Bartosza Brzuchańskiego za 30 000 kop groszy stała się jedną z głównych siedzib różańskiej linii rodu Sapiehów. W 1637 Różana otrzymała prawa miejskie i herb od króla Polski Władysława IV Wazy. W 1644 Sapiehowie przyjmują w Różanie króla Władysława IV.
Pierwotna rezydencja zbudowana w początkach XVIII w. została niemal całkowicie zniszczona podczas Wojny Północnej. Kolejna rezydencja zbudowana jako pałac w latach 1784–1786 była jedną z największych w Rzeczypospolitej, zawierała własną galerię obrazów, teatr i bibliotekę.

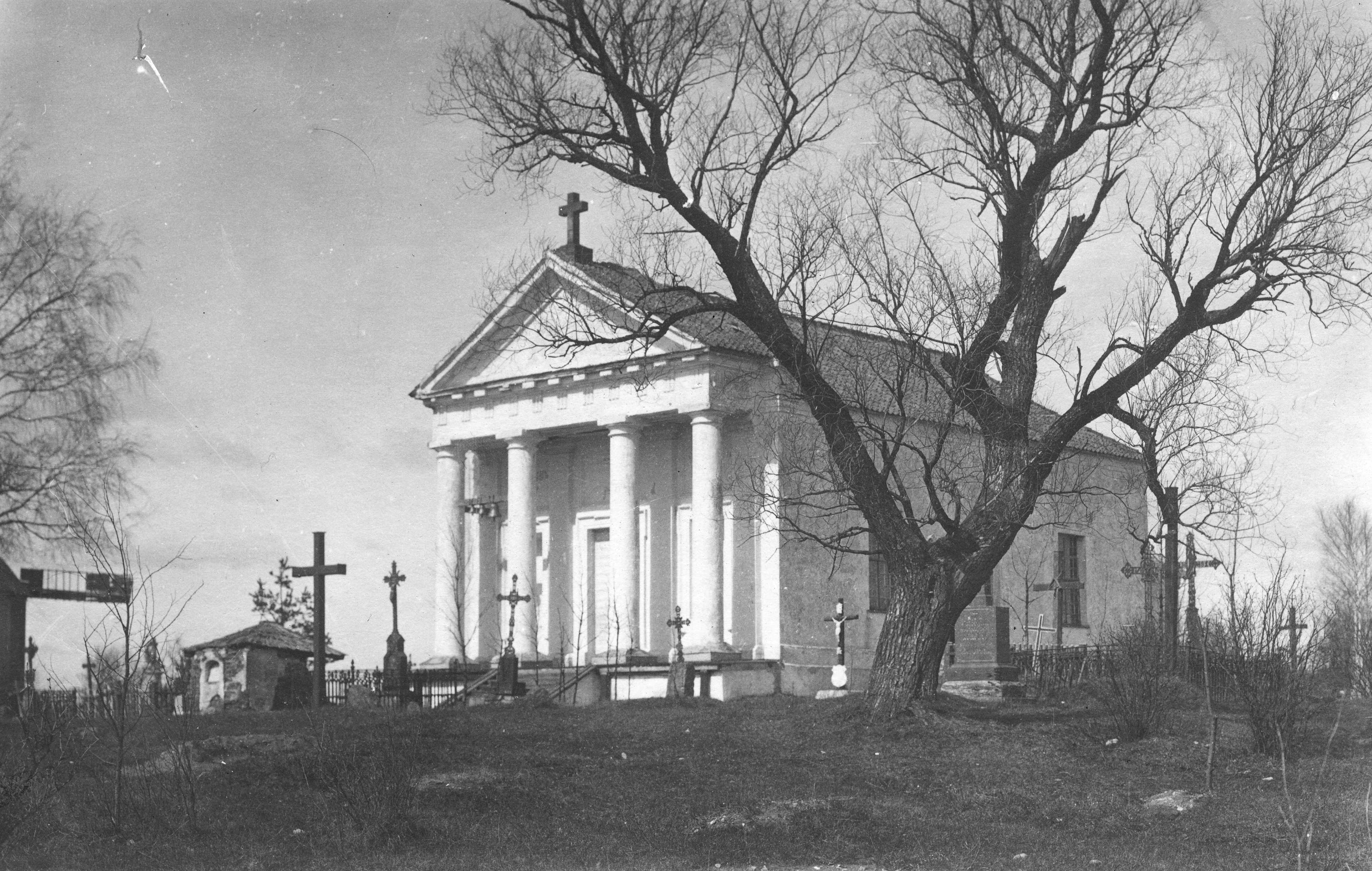
Kaplica św. Kazimierza za czasów II RP

Po powstaniu listopadowym w którym udział wziął Eustachy Kajetan Sapieha Różana została skonfiskowana przez władze carskie. Wspaniałe obrazy, bogata biblioteka i obszerne archiwum z pałaców z m.in. Różanej i Dereczna zostały wywiezione przez Rosjan do Petersburga, skąd już, jak większość zrabowanego Polsce dziedzictwa kultury, nigdy nie powróciły do Ojczyzny.
W styczniu 1919 roku Różanę zajęli bolszewicy. 29 stycznia 1919 roku, po zwycięskiej potyczce, miejscowość została zdobyta przez Wileński Oddział Wojska Polskiego pod dowództwem rtm. Władysława Dąbrowskiego.
Różana do rąk rodu Sapiehów powróciła na krótko w roku 1933. Za II Rzeczypospolitej miejscowość była siedzibą wiejskiej gminy Różana. W okresie tym kolejny raz podejmowano próby odrestaurowania pałacu, jednak uniemożliwił to wybuch II wojny światowej. Obecnie pałac pozostaje w ruinie.
Podczas okupacji hitlerowskiej, 1 października 1941 roku Niemcy utworzyli getto dla żydowskich mieszkańców. Przebywało w nim około 3500 osób. 2 listopada 1942 roku Niemcy ostatecznie zlikwidowali getto. Żydów wywieziono do obozu w Wołkowysku. 

## Zabytki
- Pałac Sapiehów z XVIII w. (w ruinie)
- Kościół Św. Trójcy z XVII w., parafialny
- Synagoga z XVII w.
- Cmentarz, zał. w XVIII w., z kaplicą św. Kazimierza z XVIII w.
- Klasztor bazylianów z XVIII w.
- Cerkiew Świętych Apostołów Piotra i Pawła z XVIII w. (pierwotnie unicka, ob. prawosławna), parafialna

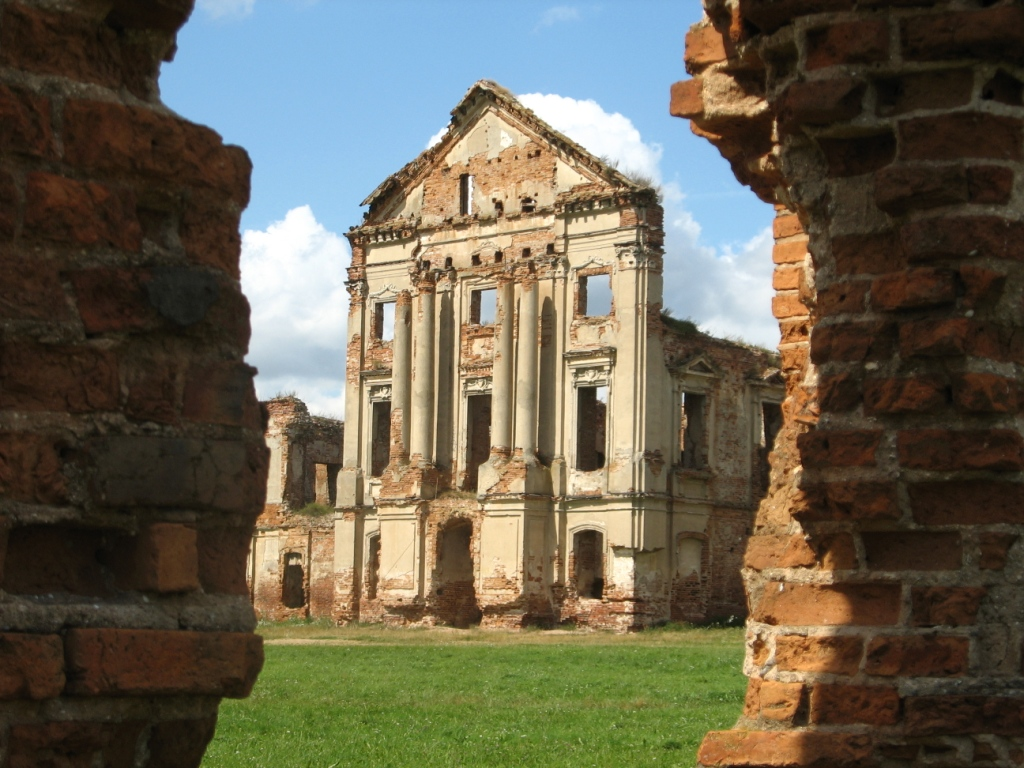
Ruiny pałacu Sapiehów
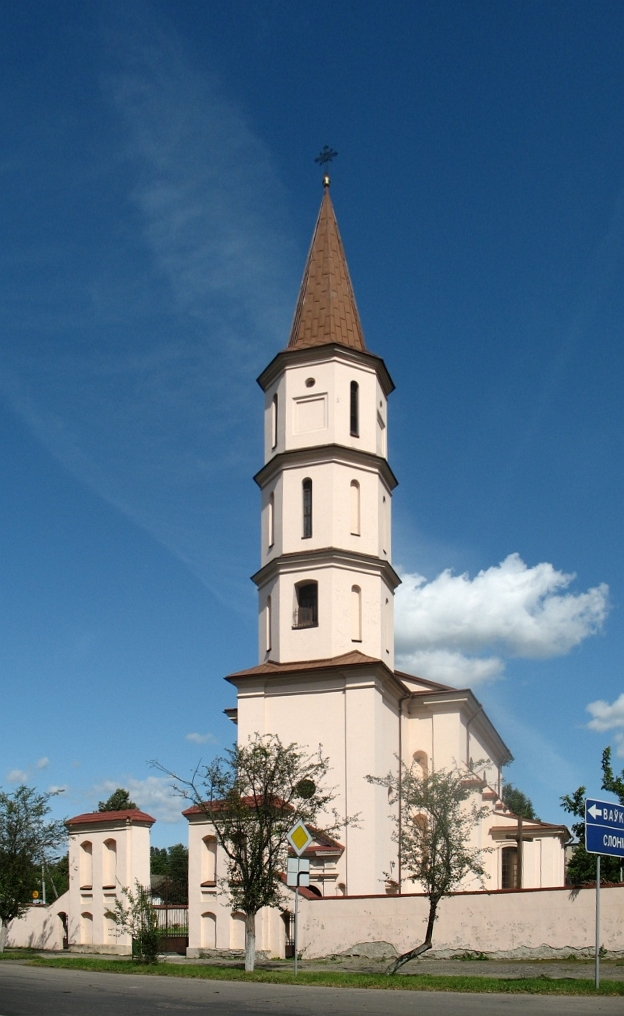
Kościół św. Trójcy
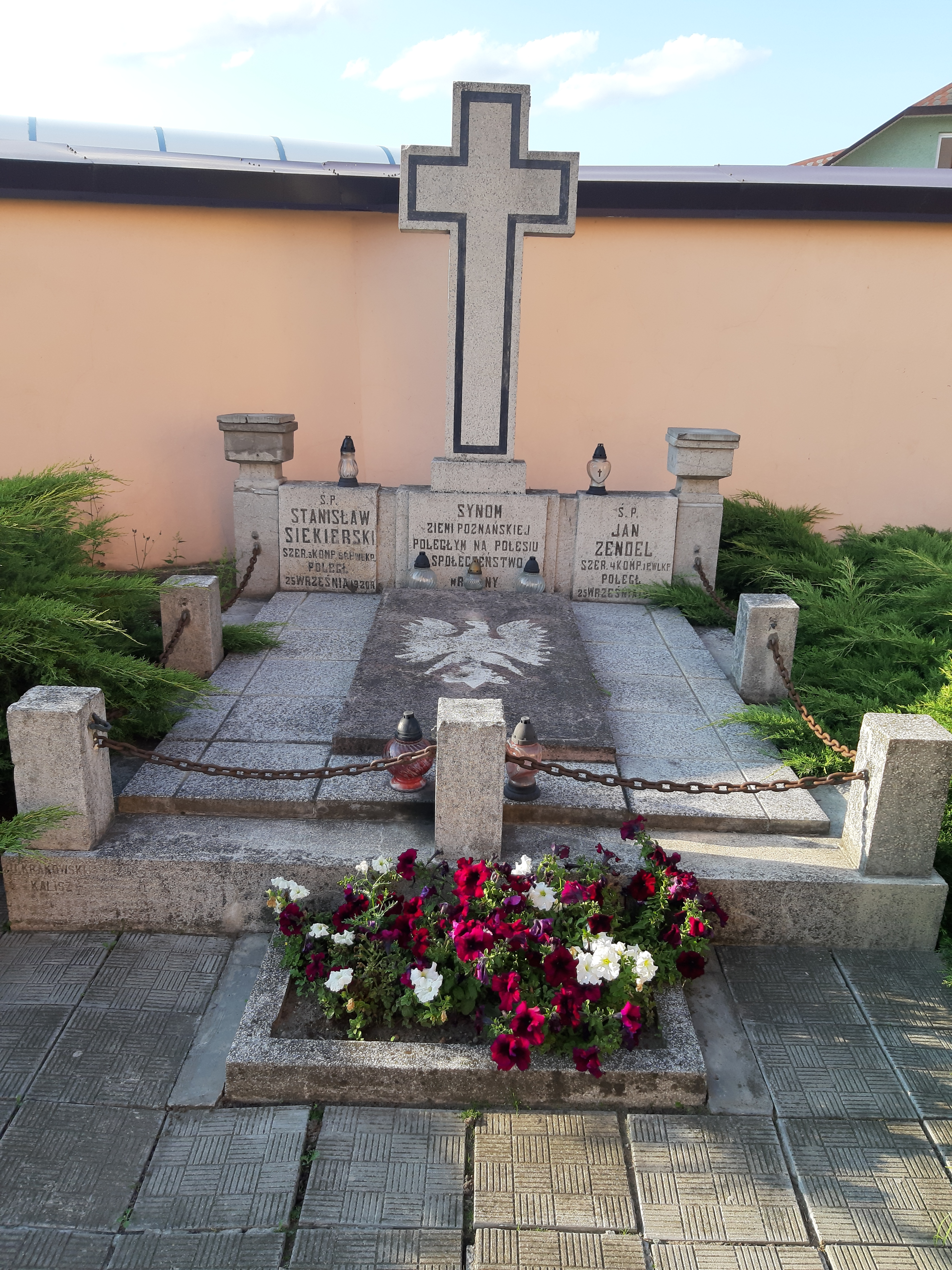
Grób polskich żołnierzy poległych w 1920 r. przy kościele św. Trójcy
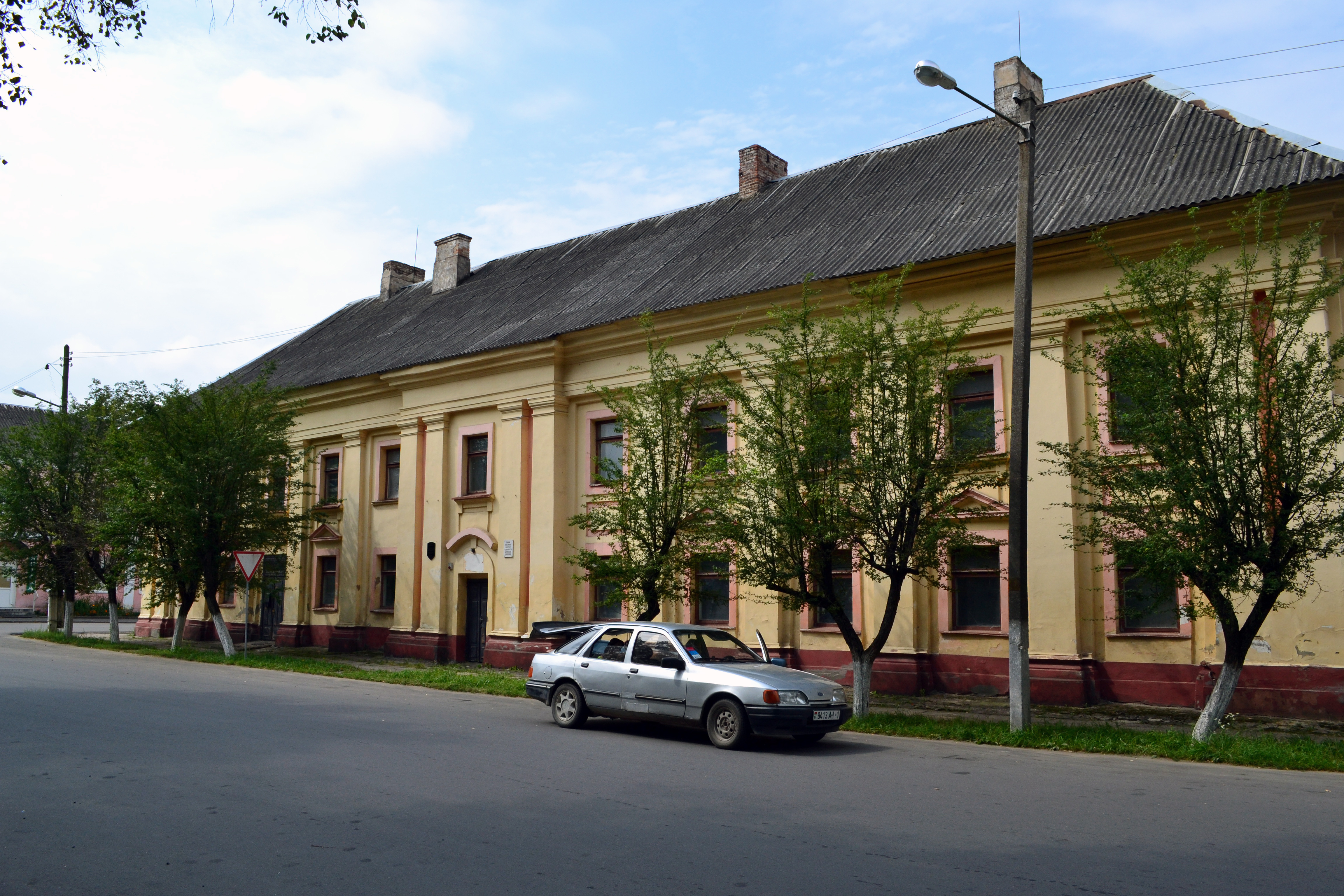
Klasztor bazylianów
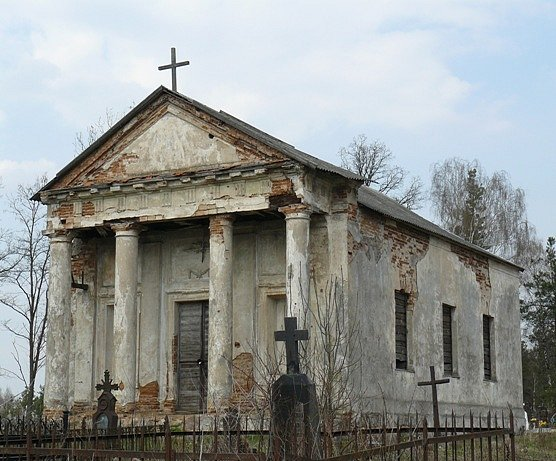
Kaplica św. Kazimierza
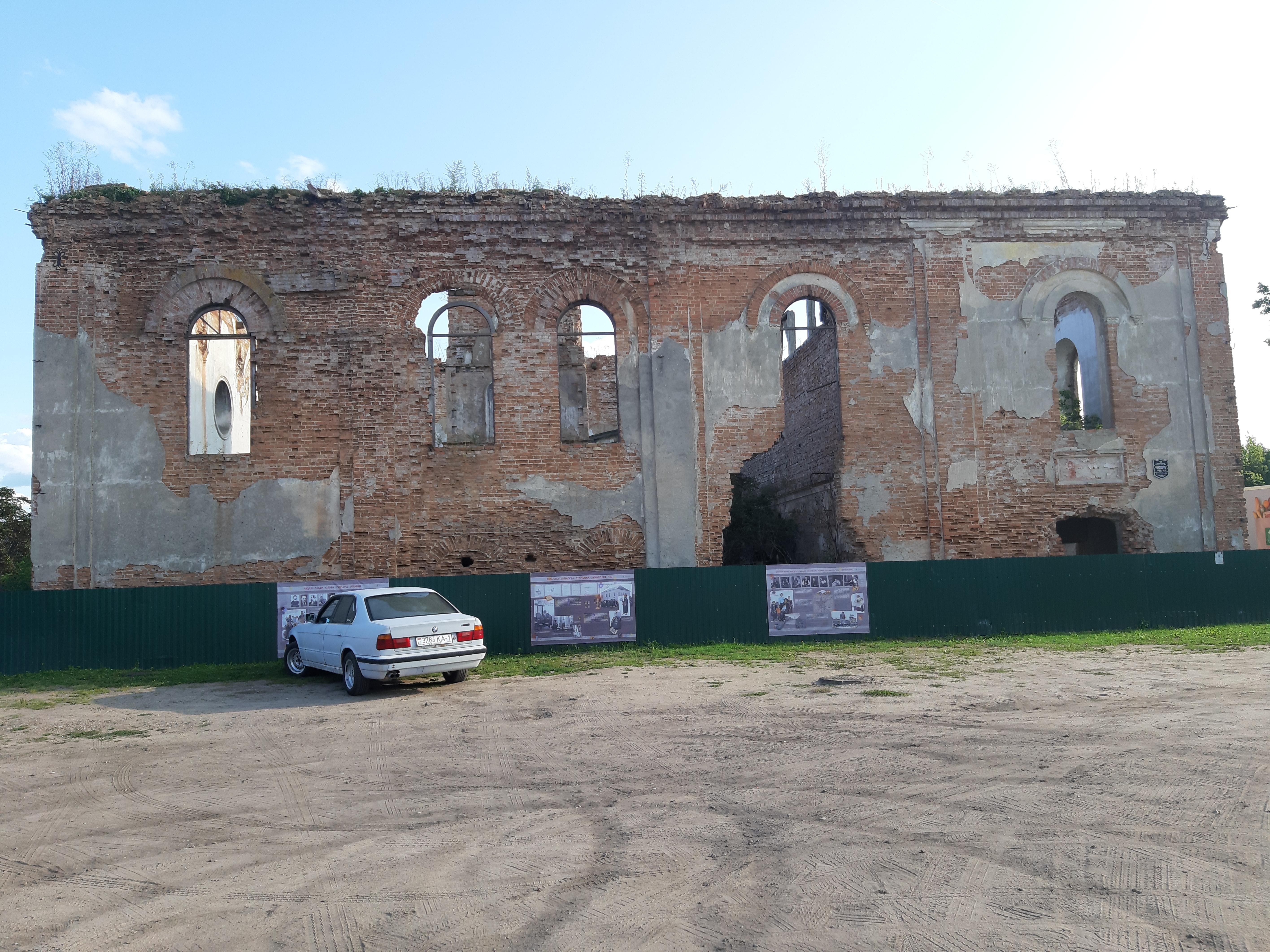
Synagoga
Cerkiew Świętych Piotra i Pawła

## Urodzeni
- Krzysztof Michał Sapieha – pisarz wielki litewski
- Magnus (Jakob Meir Osipowicz) Kryński – publicysta, wydawca i pedagog, twórca żydowskiego gimnazjum w Warszawie
- Icchak Szamir – izraelski polityk, premier Izraela w latach 1983–1984 i 1986–1992.